# Exidy
Exidy — компания разработчик компьютерных игр основанная Х.Р. «Питом» Кауфманом и Сэмюэлем Хоуз в 1973 году. Название «Exidy» было синонимом слов «Превосходство в динамике».

## История
Пит Кауфман (1923 — 2015) был руководителем отдела маркетинга в Ramtek в 1972 году и был одним из нескольких сотрудников компании, которые играли в оригинальный прототип Atari Pong в таверне Энди Кэппса в Саннивейле, Калифорния. Полагая, что видео игры с монетным управлением станут крупным бизнесом, он покинул Ramtek в конце 1973 года, чтобы основать Exidy вместе с инженером Ampex Сэмюэлем Хейзом.
Exidy обнаружила, что конкурировать с более крупными компаниями по производству видео игр, такими как Atari, Inc., сложно. Лила Зинтер—работник компании заявила в 1983 году, что «Exidy — инноватор, но … нам трудно пробиться сквозь создавшиеся условия, чтобы дать игре справедливый шанс».
Одной из разработок Exidy, нацеленной на любителей проверки своих знаний в 1980-х годах, была игра-викторина "Fax", многоуровневая игра, размещенная в большом деревянном шкафу высотой около 4 футов и совершенно не похожая на другие видео игры того периода. Перед игроками были показаны серии вопросов с четырьмя возможными ответами. Значение балла «часы» уменьшилось до нуля после показа ответов, что означает, что игроки, ответившие быстрее, зарабатывали больше очков за свои правильные ответы (неправильные ответы не наказывались).
Начиная с 1983 года, Exidy выпустила серию игр для светового пистолета, первой и самой известной из которых был Crossbow. Они представили необычный подход в жанре: цель состоит в том, чтобы защитить персонажей, проходящих по экрану, стреляя в предметы, которые пытаются убить персонажей. Эти игры также были первыми, в которых был полностью оцифрован звук для всех звуковых эффектов и музыки.[требуется цитирование] Другие игры серии «С» включают «Cheyenne», «Combat», «Crackshot», «Clay Pigeon» и «Chiller». Главным дизайнером этих игр был Ларри Хатчерсон. Exidy также выпустила две редко встречающиеся игры motion cabinet с векторной графикой под названием Vertigo и Top Gunner. Главным геймдизайнером этой игры был Вик Толомеи.
Другой относительно успешной игрой от Exidy была гоночная игра под названием Top Secret. В этой игре была представлена шпионская машина с передовым вооружением, выполняющая миссию внутри Советского Союза по уничтожению тщательно охраняемого сверхсекретного супер оружия. Создателями этой игры были Вик Толомеи, Ларри Хатчерсон и Кен Николсон.
В 2006 году было объявлено, что Mean Hamster Software приобрела права на разработку новых аркадных игр Exidy.
В 2015 году CollectorVision Games зарегистрировала неиспользованные права на товарный знак, на название и логотип Exidy.